# Andrea Reithmayr
Andrea Reithmayr (ur. 31 stycznia 1979) – austriacka biegaczka narciarska.

## Kariera
Największe sukcesy w karierze Andrea Reithmayr osiągała w zawodach FIS Marathon Cup. W startach w tym cyklu raz stanęła na podium: 18 stycznia 2009 roku zajęła trzecie miejsce w austriackim Dolomitenlauf. W zawodach tych wyprzedziły ją jedynie Finka Susanna Nevala oraz Rosjanka Anna Andriejewa. W klasyfikacji generalnej sezonu 2008/2009 zajęła piętnastą pozycję. Nigdy nie wystąpiła w zawodach Pucharu Świata nie została uwzględniona w klasyfikacji generalnej. Nigdy też nie brała udziału w igrzyskach olimpijskich ani mistrzostwach świata. W 2012 roku zakończyła karierę.

## Osiągnięcia

### FIS Marathon Cup

#### Miejsca w klasyfikacji generalnej
- sezon 2008/2009: 15.

#### Miejsca na podium
| Nr | Dzień       | Rok  | Zawody        | Dystans               | Czas biegu  | Strata      | Pozycja | Zwyciężczyni   |
| -- | ----------- | ---- | ------------- | --------------------- | ----------- | ----------- | ------- | -------------- |
| 1. | 18 stycznia | 2009 | Dolomitenlauf | 60 km stylem dowolnym | 2:45:44,5 h | +3:17,1 min | 3.      | Susanna Nevala |